# Monokeln - agent i Hongkong
Monokeln - agent i Hongkong (franska: Le Monocle rit jaune) är en fransk-italiensk kriminalfilm från 1964 i regi av Georges Lautner.
Filmen är en uppföljare till Spionens öga från 1962.

## Rollista i urval
- Paul Meurisse - major Dromard, 'Le Monocle'
- Marcel Dalio - Elie
- Olivier Despax - Frederic
- Henri Nassiet - översten
- Renée Saint-Cyr - Mme Hui
- Robert Dalban - Poussin
- Barbara Steele - Valerie
- Raymond Meunier - intrevjuaren
- Lino Ventura - Elies kund